# 锡斯莱茵共和国
锡斯莱茵共和国（德語：Cisrhenanische Republik；意为“莱茵河这边的共和国”）是法国大革命战争时期法国的一个姊妹共和国，1797年在法国占领下于莱茵河左岸宣布成立。